# Förindoeuropeiska språk

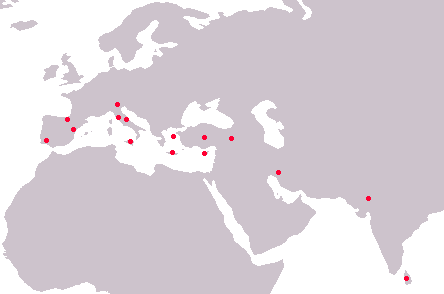
Lokalisering för vissa dokumenterade förindoeuropeiska språk.

Begreppet förindoeuropeiska språk avser flera (inte nödvändigtvis besläktade) icke-klassificerade språk som fanns i förhistoriska Europa och Sydasien före ankomsten av folk som talade indoeuropeiska språk under kopparåldern.
Några av dem är styrkta bara som språkliga substrat i indoeuropeiska språk, men vissa andra (som till exempel etruskiska, minoiska, iberiska osv.) också kan beläggas med inskriptioner (de flesta av dem går tillbaka till bronsåldern).
Överlevande förindoeuropeiska språk inkluderar baskiska, nihali och burushaski.

## Asien
- substrat i vediska och/eller Induskulturens språk
- veddaspråket (en dialekt av singalesiska som innehåller ett försingalesiskt substrat)
- hurritiska/urarteiska
- förhettitiska (hattiska)

## Europa
- gammaleuropeisk hydronymi (Old European hydronymy)
- baskiska
- förgrekiska substrat
  - pelasgiska (pelasgernas språk)
  - minoiska
  - eteokypriska
- förgermanska (Germanic substrate hypothesis)
- förkeltiska
  - fornliguriska
  - piktiska (ibland klassificerad som keltisk)
- tyrrenska språk, som åtminstone omfattar:
  - lemniska
  - etruskiska
  - rätiska
- Icke-klassade förromerska språk i Italien (utom de som är anslutna till tyrrenska språk):
  - camunniska
  - elymiska
  - nordpicenska (se picener)
  - paleosardinska
  - sikanska
- paleohispanska språk
  - iberiska
  - tartessiska

### Arkeologi och kultur
- Anthony, David with Jennifer Y. Chi (eds., 2009). The Lost World of Old Europe: The Danube Valley, 5000-3500 BC.
- Bogucki, Peter I. and Pam J. Crabtree (eds. 2004). Ancient Europe 8000 BC—1000 AD: An Encyclopedia of the Barbarian World. New York: Charles Scribner’s Sons.
- Gimbutas, Marija (1973). Old Europe c. 7000-3500 B.C.: the earliest European civilization before the infiltration of the Indo-European peoples. The Journal of Indo-European Studies 1/1-2. 1-20.
- Tilley, Christopher (1996). An Ethnography of the Neolithic. Early Prehistoric Societies in Southern Scandinavia. Cambridge University Press.

### Språkliga rekonstruktioner
- Bammesberger, Alfred and Theo Vennemann (eds., 2003). Languages in Prehistoric Europe. Heidelberg: Carl Winter.
- Blench, Roger and Matthew Spriggs (eds. 1). Archaeology and Language. Vol. I. Theoretical and Methodological Orientations.
- Dolukhanov, Pavel M. (2003) Archaeology and Languages in Prehistoric Northern Eurasia // Japan Review, 15:175-186. https://web.archive.org/web/20110721072713/http://shinku.nichibun.ac.jp/jpub/pdf/jr/IJ1507.pdf
- Gimbutas, Marija (1989). The Language of the Goddess
- Greppin, John and T.L.Markey (eds., 1990). When Worlds Collide: The Indo-Europeans and the Pre-Indo-Europeans, Ann Arbor.
- Lehmann, Winfred P. Pre-Indo-European. Washington, DC: Institute for the Study of Man. 2002. ISBN 0-941694-82-8.
- Mailhammer, Robert (2010). Diversity vs. Uniformity. Europe before the Arrival of Indo-European Languages.  // to appear in: Mailhammer, Robert and Theo Vennemann. Linguistic Roots of Europe. Copenhagen: Museum Tusculanum Press.
- Pre-Indo-European // Encyclopedia of the Languages of Europe. Edited by: Glanville Price. 2000. eISBN 9780631220398.
- Ringe, Don. The Linguistic Diversiry of Aboriginal Europe // Language Log. January 6, 2009. http://languagelog.ldc.upenn.edu/nll/?p=980
- Vennemann, Theo. Languages in Prehistoric Europe north of the Alps. http://www.scribd.com/doc/8670/Languages-in-prehistoric-Europe-north-of-the-Alps
- Vennemann, Theo (2008). Linguistic reconstruction in the context of European prehistory. Transactions of the Philological Society. Volume 92, Issue 2, pages 215–284, November 1994
- Woodard, Roger D. (ed., 2008) Ancient Languages of Asia Minor. Cambridge University Press.
- Woodard, Roger D. (2008) Ancient Languages of Europe. Cambridge University Press.